# Nicopoli d'Epiro
Nicopoli è una città dell'antico Epiro, sul promontorio settentrionale del golfo di Ambracia, oggi presso Prevesa.
Venne fondata nel 31 a.C. da Augusto, dopo la vittoria riportata ad Azio su Marco Antonio e Cleopatra, e dal 28 a.C. divenne sede dei solenni Ludi Actiaci, celebrati ogni cinque anni nell'anniversario della battaglia.
(Svetonio, Augustus, 18.)
La città era, infatti, divisa in due quartieri: nella parte superiore sorgeva il tempio di Apollo dove, secondo la tradizione, Augusto si accampò prima della battaglia di Azio.

## Galleria d'immagini

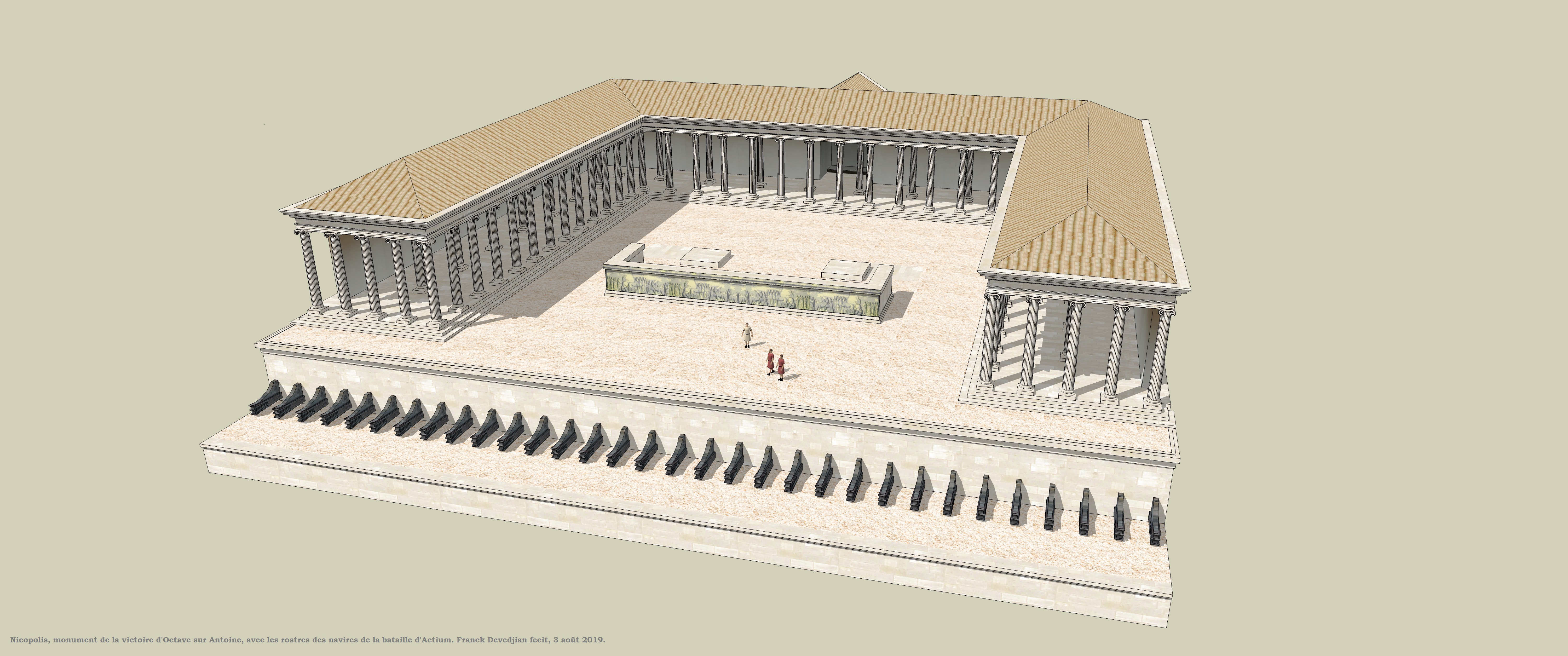
Ricostruzione del monumento di Ottaviano per la vittoria di Azio